# HMS Stag (1812)
HMS Stag là một tàu frigate hạng năm 36 khẩu pháo thuộc lớp Apollo phục vụ cùng Hải quân Hoàng gia Anh vào giai đoạn đầu thế kỷ 19. Nó là chiếc tàu chiến thứ ba của Hải quân Anh được đặt cái tên này, mang ý nghĩa nai đực. Tàu được đưa ra hoạt động cùng biên chế hạm đội vào ngày 6 tháng 8, và được hạ thủy vào ngày 26 tháng 9 năm 1812. Trong suốt quãng đời phục vụ, nó phần lớn được đặt dưới quyền chỉ huy của Hạm trưởng Phipps Hornby, và thoạt tiên được phân công hoạt động tại khu vực eo biển Manche. Trong khuôn khổ cuộc Chiến tranh năm 1812, nó đã chiếm giữ hai tàu của Pháp và Mỹ. Theo sau đó, nó được bố trí để phục vụ tại Trạm Mũi Hảo Vọng cho đến tháng 11 năm 1814. Tại đây, Stag tham gia vào nhiệm vụ tìm kiếm xác tàu William Pitt bị đắm ở Vịnh Algoa và vẽ hải đồ khu vực Quần đảo Bird – một trong các hòn đảo nơi đây về sau đã được đặt tên theo con tàu. Khi quay về Anh, Stag được neo đậu ở xưởng đóng tàu Plymouth và xếp vào nhóm các tàu dự bị trong thời gian dài. Vào năm 1821, sau khi một dự định đại tu bị hủy bỏ, con tàu đã được tháo dỡ.

## Đặc tính chung
Stag được trang bị 36 khẩu pháo với cỡ nòng là 18 pound.  Lớp Apollo của nó ban đầu được Sir William Rule thiết kế gồm ba tàu chiến trong những năm 1798–1803. Lớp tàu này là một phần trong chiến lược gia tăng tàu chiến của Anh thời Cách mạng Pháp. Mẫu lớp tàu được tái sử dụng trong Chiến tranh Napoléon vào năm 1803. Trong vòng 9 năm sau đó, có 24 tàu chiến được đóng theo bản thiết kế này. Các lệnh đóng tàu theo lớp Apollo được Hải quân Hoàng gia đặt hàng sau trận đại thắng mũi Trafalgar vào năm 1805. Bên cạnh đó, Hải quân Anh đã cho ngưng lệnh đóng loại tàu chiến lớn và mạnh mẽ; thay vào đó là các tàu chiến theo lớp với kích thước vừa phải và tận dụng việc gia tăng số lượng để ứng phó với các cuộc xung đột kinh tế toàn cầu.
Apollo là một trong ba lớp tàu được chọn làm bản thiết kế mẫu cho các khinh hạm Hải quân Hoàng gia trên đường biển. Sở dĩ, lớp tàu này trở thành hình mẫu tiêu chuẩn vì chiếc HMS Euryalus trước đó đã hoạt động với hiệu suất vượt trội. Nhà sử học hải quân Robert Gardiner nhận xét con tàu là sự "tuyệt hảo toàn diện". Các cuộc chạy thử cho thấy các tàu lớp Apollo đều có khả năng đạt tốc độ tối đa 12 hải lý trên giờ (22 km/h), và có độ cân bằng tốt, mặc dù dễ bị nhồi (lắc dọc) khi gặp biển động mạnh. Chúng mang theo lượng dự trữ tiếp liệu lớn, và có đủ lương thực cho thủy thủ đoàn trong vòng 6 tháng.
Nhược điểm của lớp tàu này là sự giảm trọng lượng sau một thời gian hoạt động. Khi lượng tiếp liệu dự trữ được tiêu thụ sẽ khiến cho con tàu trở nên nhẹ hơn, trọng tâm tàu cao hơn làm giảm chiều cao khuynh tâm, khiến con tàu dần dần mất ổn định. Trong bối cảnh đó, các thuyền trưởng của tàu đã áp dụng nhiều phương pháp khác nhau để khắc phục tình trạng này. Riêng về Stag, thủy thủ đoàn đã chất thêm đồ dằn để nó nặng và ổn định hơn.

## Thiết kế và chế tạo
Trong các đơn đặt hàng tàu chiến lớp Apollo thứ hai, một nửa trong số này được đóng tại các xưởng tàu thương mại; số khác được đóng tại xưởng tàu của Hải quân Hoàng gia. Stag được đặt hàng vào ngày 17 tháng 10 năm 1810 tại xưởng đóng tàu Deptford do Hải quân Hoàng gia điều hành, và được Robert Nelson làm thợ tàu chính. Nó là chiếc tàu chiến thứ 18 được đóng dựa trên bản thiết kế mới của lớp tàu này.
Stag được đặt lườn tháng 1 năm 1811 và được hạ thủy gần hai năm sau đó, vào ngày 26 tháng 9 năm 1812. Nó có boong trong cùng 145 foot (44,2 m), sống đáy tàu 121 foot 8+3⁄4 inch (37,1 m), mạn thuyền rộng 38 foot 3 inch (11,7 m), và độ sâu của hầm tàu là 13 foot 3+1⁄2 inch (4,1 m). Stag có tải trọng 94730⁄94 bm, độ sâu của mớn nước trước mũi là 10 foot 2 inch (3,1 m) và tăng lên 13 foot 11 inch (4,2 m) ở phần đuôi tàu. Tên của con tàu được đặt theo loài nai đực, và như một phần thông lệ của nhiều tàu chiến Hải quân Hoàng gia đã sử dụng tên này kể từ năm 1694.
Quá trình trang bị cho Stag hoàn tất vào tháng 11 tại Deptford. Nó được trang bị hai mươi sáu khẩu pháo 18 pounder đặt dọc theo boong trong cùng, mười khẩu carronade 32 pounder và hai khẩu pháo 9 pounder ở phần sân lái; hai khẩu pháo 9 pounder và 4 khẩu carronade 32 pounder trên sàn boong mũi. Thủy thủ đoàn tiêu chuẩn của nó bao gồm 264 sĩ quan và thủy thủ.

## Lịch sử hoạt động
Vào ngày 6 tháng 8 năm 1812, Stag được nhập biên chế cùng Hải quân Hoàng gia, với quyền chỉ huy của Đô đốc Phipps Hornby. Phần lớn thủy thủ đoàn của tàu được tuyển mộ ở địa phương hoặc tù binh từ nhà tù Newgate. Con tàu khởi động với nhiệm vụ vận chuyển đầu tiên vào ngày 5 tháng 11, dưới quyền của thuyền trưởng tạm thời, Chỉ huy William Wolrige. Wolrige đã đưa con tàu đi từ Portsmouth đến Lisboa, và chở theo lô hàng xu thỏi. Đến trước ngày 1 tháng 1 năm 1813, Đại tá Phipps Hornby đã tiếp nhận chính thức quyền chỉ huy con tàu này. Tiếp đó, Stag được đưa vào hoạt động tuần tra cùng tàu frigate HMS Unicorn (32 khẩu pháo) ở khu vực eo biển Manche và vịnh Biscay. Vào ngày 30 tháng 3, trong một lần tuần tra gần Rochefort tại vĩ độ 48°B 6°T / 48°B 6°T, nó đã chiếm giữ thành công một tàu tư nhân Miquelonnaise 18 khẩu pháo của Pháp. Ngày 18 tháng 4, Stag và Unicorn phối hợp bắt giữ tàu thương mại tư nhân Hebe 2 súng của Mỹ (nguyên là chiếc HMS Laura của Anh), tại vĩ độ 47°B 7°T / 47°B 7°T, khi con tàu này đang trên đường đến hải cảng Bordeaux của Pháp vận chuyển theo các mặt hàng bông và cá tuyết.
Sau một đợt tái trang bị, Stag được điều động đến Falmouth vào ngày 19 tháng 5. Cùng với các hộ vệ hạm khác, nó được sắp xếp để hộ tống một đoàn tàu thương mại đến Nam Mỹ. Các tàu thuyền ra khơi vào ngày 6 tháng 6, tổng cộng có khoảng 500 chiếc tàu buôn và tàu chiến. Trong nhiệm vụ lần này, Stag được bố trí phối hợp cùng HMS Inconstant và HMS Fairy để bảo vệ đoàn tàu. Đến ngày 21 tháng 6, một số tàu trong đoàn đã cập cảng ở Madeira và Stag cùng với các tàu còn lại tiếp tục di chuyển đến Trạm Mũi Hảo Vọng. Trên tuyến hành trình này, Stag đã chặn một tàu của Mỹ băng ra từ sông Gambia mang theo chín mươi người nô lệ, nhưng do vị trí quá xa để cập thuyền vào cảng gần nhất, nên Đô đốc Hornby đã ra lệnh thả con tàu đi ngay sau đó.

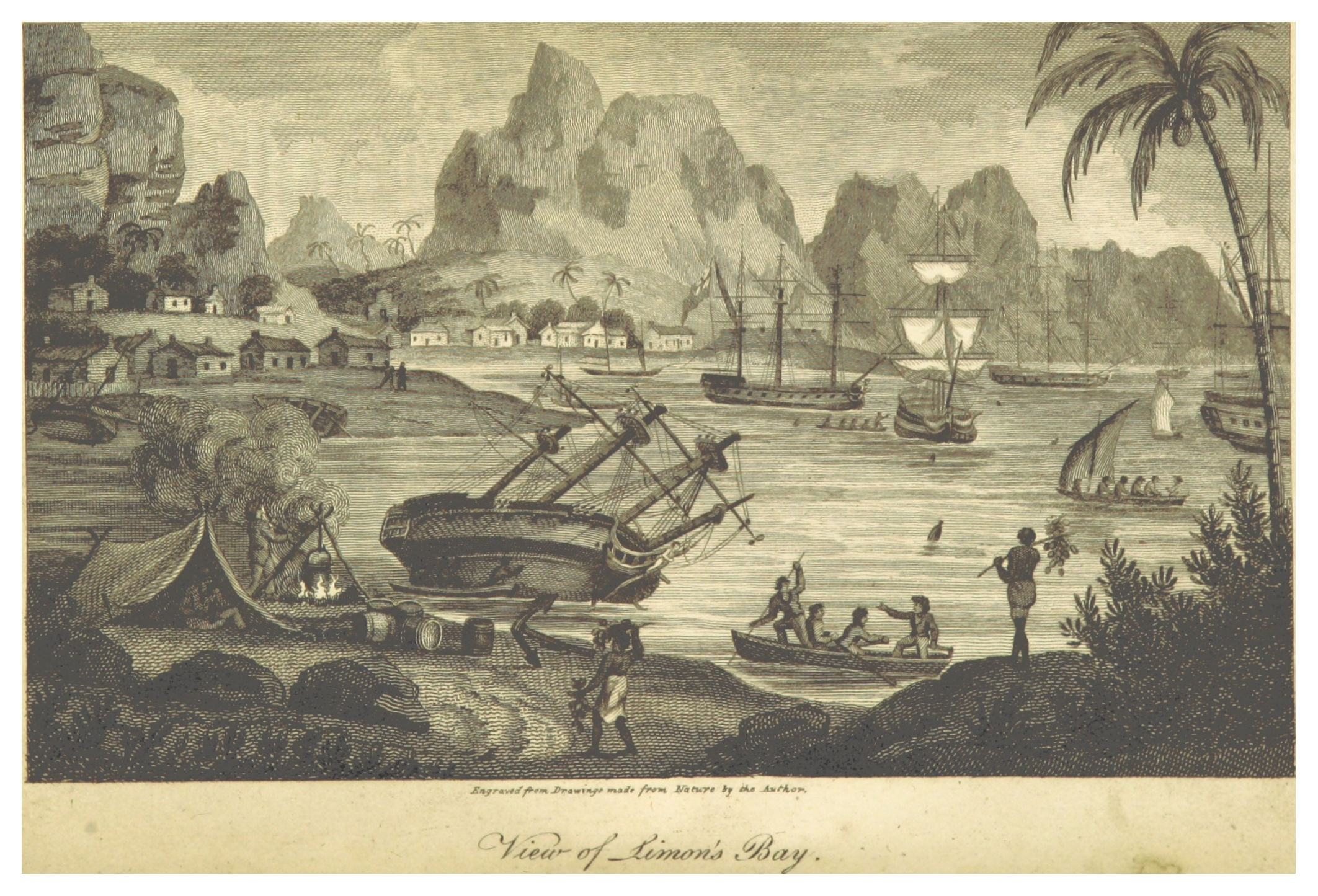
Cảng Vịnh Simon ở Tây Cape, một trong những nơi khinh hạm Stag thường hoạt động

Stag được tách khỏi đoàn tàu thương mại trước khi tiến vào Vịnh Simon gần Mũi Hảo Vọng. Nó vẫn được bố trí phục vụ tại Mũi Hảo Vọng cho đến tháng 1 năm 1814, khi con tàu được chuyển đến Vịnh Algoa để tìm xác tàu William Pitt – chiếc tàu bị đắm gần khu vực này vào tháng 12 năm ngoái. Để hỗ trợ tìm kiếm, thủy thủ đoàn của Stag đã dàn xếp một thuyền trưởng thương nhân địa phương lên tàu rồi khởi hành từ Cape Town, rà soát ba tuần ở khu vực biển về phía Đông và đến tận sông Great Fish. Theo sau đó, Stag và tàu buôn Lord Eldon đã tìm thấy các tài sản và đồ vật (có thể thuộc về tàu William Pitt) trôi dạt từ biển vào bờ vịnh bao gồm thư từ, rương được nêm phong và các vật dụng trong cabin. Tuy nhiên, xác của tàu đắm không được tìm thấy, nhưng dựa vào các báo cáo giúp xác định có một con tàu đi qua Vịnh Algoa vào ngày 17 tháng 12, cùng với đó là một cơn bão mạnh đã ập vào Vịnh St. Francis cùng hôm, khiến cho các quan chức kết luận rằng William Pitt bị chìm vào đêm ngày 17 tháng 12.
Stag quay về Cape Town vào ngày 11 tháng 2 năm 1814, nó lại lên đường đến Vịnh Algoa vào tháng 3 để tiếp tục tìm kiếm xác tàu William Pitt. Cũng trong thời gian đó, Hornby đã dùng Stag để vẽ hải đồ quần đảo Bird. Trong một báo cáo đến Phó Đô đốc Charles Tyler, Hornby đã miêu tả rằng "có rất nhiều hải cẩu sinh sống ở những khu vực này, và tôi nghĩ rằng chúng có thể dễ dàng bị săn bắt". Về sau, Stag đã trở thành tên của một trong các hòn đảo ở bờ vịnh này. Những năm sau đó, Stag vẫn hoạt động ở Trạm Mũi Hảo Vọng và đóng quân tại Vịnh Simon. Trong thời gian này, một số thành viên của thủy thủ đoàn đã đào ngũ khỏi con tàu để đến Cape Town, nhưng do gặp trục trặc mà họ bị Hải quân Anh bắt giữ và gửi trở lại Stag ngay sau đó. Đến tháng 4 cùng năm, Stag và tàu chị em HMS Semiramis được phân công cùng HMS Clorinde để hộ tống một đoàn tàu buôn quay trở về Anh từ Point-de-Galle ở Vịnh Galle. Ngày 2 tháng 5, các tàu ra khơi ở Vịnh Table để đến Saint Helena. Trong đêm ngày 18 tháng 5, chiếc Semiramis bị tàu buôn Vansittart đâm phải và hư hỏng nặng. Nó nhanh chóng được chuyển đến St. Helena để kịp việc tu sửa. Sau khi hoàn tất, Semiramis được điều động đi tiếp cùng đoàn tàu hộ tống về Anh vào ngày 24 tháng 6 thay thế cho Stag – vốn ban đầu là chiếc được chọn.
Stag trở lại Anh sau khi hộ tống một đoàn tàu ở Mũi Hảo Vọng vào tháng 8. Nó được chuyển đến Portsmouth vào ngày 27 tháng 11, và được thủy thủ đoàn thay thế bởi chiếc HMS Spartan 38 khẩu pháo – lớn và tốt hơn so với Stag.  Con tàu được neo đậu ở xưởng đóng tàu Plymouth và không được sử dụng trong suốt thời chiến. Tháng 1 năm 1821, nó được chuyển đến xưởng đóng tàu Sheerness với hy vọng được trùng tu và tái trang bị, nhưng vào ngày 20 tháng 9 con tàu đã bị tháo dỡ.